# James Abercromby (1776-1858)
James Abercromby, 1er baron Dunfermline, né en 1776 et mort en 1858, est un barrister et homme politique britannique du parti Whig.

## Biographie
Il est président de la Chambre des Communes de 1835 à 1839.
Il est député à la Chambre des communes pour la circonscription de Midhurst de 1807 à 1812, puis pour la circonscription de Calne de 1812 à 1830 et enfin de 1832 à 1839 pour la circonscription d'Edinburgh.
En 1839, il est élevé à la pairie en tant que baron Dunfermline.